# Siły Powietrzne Imperium Osmańskiego
Siły Powietrzne Imperium Osmańskiego (tur. Osmanlı tayyare bölükleri) – lotnictwo wojskowe Imperium Osmańskiego utworzone w czerwcu 1909 roku jako jedno z pierwszych formacji lotniczych na świecie. Były poprzednikiem Tureckich Sił Powietrznych utworzonych w 1923 roku.

## Historia
Pierwsi tureccy piloci zostali wysłani do Europy w celu szkolenia lotów bojowych w końcu 1910 roku. Jednak z powodów organizacyjnych powrócili do kraju na wiosnę 1911 roku. W tym samym roku została utworzona Komisja Lotnictwa (Havacılık Komisyonu) przy Ministerstwie Wojny. Pierwsza stacja lotnicza ze szkołą (Tayyare Istasyonu ve Mektebi) rozpoczęła działanie 1 czerwca 1911 roku w San Stefano (obecnie Yeşilköy). Pierwsze licencje lotnicze uzyskali tureccy piloci wojskowi w szkole pilotażu Louisa Blériota we Francji 21 lutego 1912 roku. W tym samym roku jeszcze 8 oficerów tureckich zostało wysłanych na szkolenie do Francji. Kolejnym krokiem na drodze tworzenia lotnictwa tureckiego była inauguracja działalności Akademii Lotniczej (Hava Okulu) w Konstantynopolu 3 lipca 1912 roku.
W marcu 1912 roku zakupiono we Francji i przetransportowano do Konstantynopola kilka samolotów Deperdussin Monocoque i Deperdussin Typ B oraz kilka samolotów Blériot XI. Na koniec tegoż roku Siły Powietrzne Imperium Osmańskiego posiadały łącznie 15 samolotów, zakupionych głównie ze składek społecznych.
W 1913 roku została utworzona pierwsza jednostka rozpoznawcza osmańskiego lotnictwa. W czerwcu 1914 roku marynarka wojenna Imperium Osmańskiego utworzyła swoją własną akademię lotniczą Deniz Hava Okulu.

## Wojny bałkańskie
W 1911 roku Włochy zaatakowały kolonię turecką w Libii (wojna włosko-turecka), używając samolotów w celach rozpoznawczych oraz przeprowadzając pierwsze bombardowania. Drugi raz lotnictwo tureckie wzięło udział w walkach przeciw Czarnogórze, Serbii, Bułgarii i Grecji pomiędzy wrześniem 1912 a październikiem 1913 roku (wojny bałkańskie). 17 tureckich samolotów wykonywało misje rozpoznawcze. W początkowym okresie jednostki lotnicze straciły kilka samolotów i kilku pilotów. Trzeci raz brały udział w walkach przeciwko Bułgarii w kooperacji z Serbią.

## I wojna światowa
Po wybuchu I wojny światowej Siły Powietrzne Imperium Osmańskiego były pod bezpośrednią kontrolą naczelnego dowództwa (Baskomutanlik Vekaleti). W 1915 roku po przystąpieniu Imperium Osmańskiego do państw centralnych do Konstantynopola przybyli pierwsi oficerowie niemieccy, a do sił powietrznych lotnicy niemieccy (jednym z nich był Hans Joachim Buddecke). W ramach wymiany grupa pilotów tureckich udała się do Niemiec w celach doskonalenia sztuki pilotażu wojskowego.
W maju 1916 roku Siły Powietrzne Imperium Osmańskiego liczyły 81 pilotów i obserwatorów (jednym z nich był Ludomił Rayski, późniejszy generał brygady Wojska Polskiego i dowódca lotnictwa) oraz około 90 samolotów. Wkrótce Niemcy przerzucili na terytorium Imperium 460 samolotów, z których 260 zostało przekazanych lotnictwu tureckiemu, a 200 pozostało w jednostkach niemieckich operujących z terytorium Turcji.
Siły Powietrzne Imperium Osmańskiego walczyły na wielu frontach I wojny światowej od Galicji na północy, po Kaukaz na wschodzie i Jemen na południu. W większości jednostek lotniczych większość personelu stanowili lotnicy i obserwatorzy niemieccy. Po zakończeniu I wojny światowej i okupacji Imperium Osmańskiego lotnictwo zostało zredukowane do departamentu w ministerstwie wojny. Cały personel, łącznie z pilotami i instruktorami został zdemobilizowany.

## Galeria

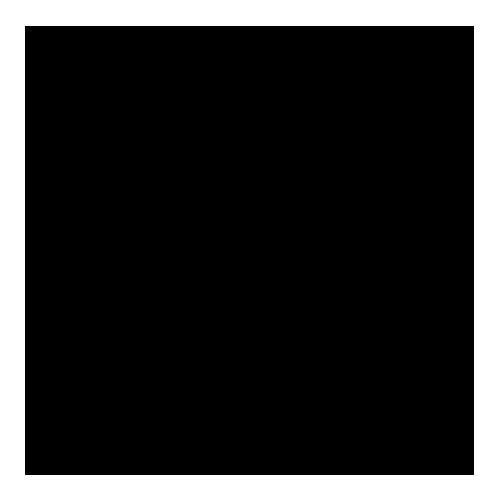
Znak Sił Powietrznych Imperium Osmańskiego od 1909 do 1918 roku
Znak Sił Powietrznych Imperium Osmańskiego od 1918 do 1923 roku
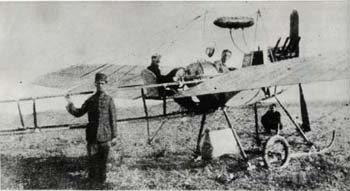
Tureccy piloci przy samolocie Deperdussin Monocoque
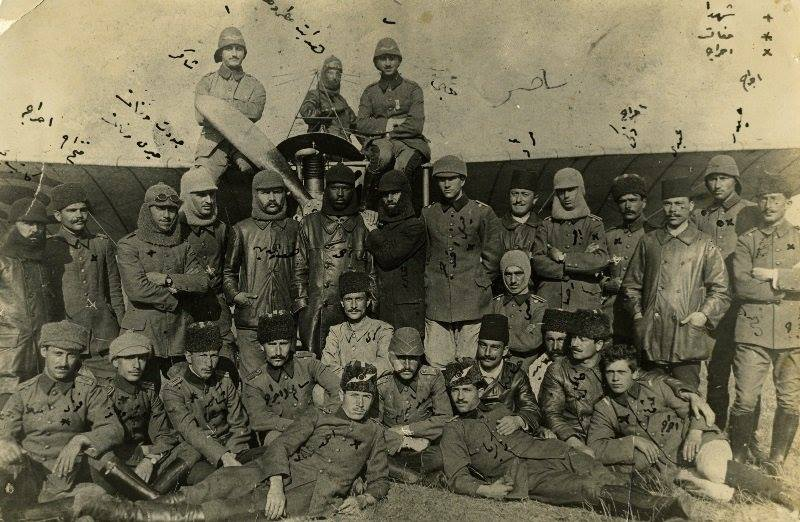
Tureccy piloci przy samolocie Blériot XI
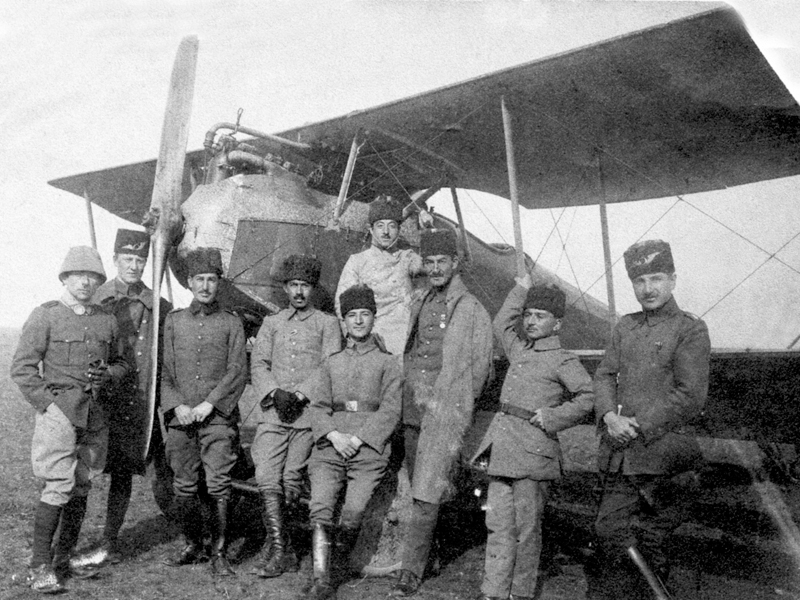
Tureccy piloci przy samolocie Halberstadt D.III
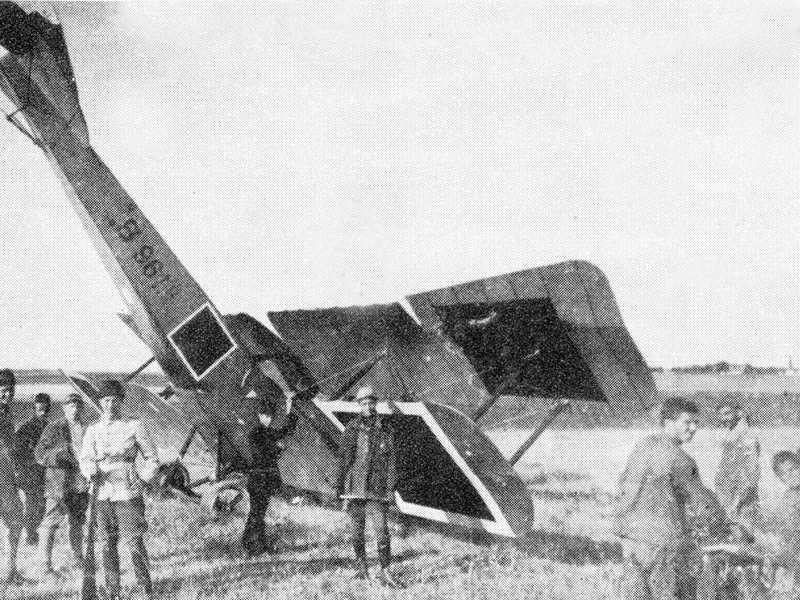
Zestrzelony Gotha LD.2 Sił Powietrznych Imperium Osmańskiego